# سورينامي لبناني
السورينامي اللبناني هو مواطن سورينامي من أصول لبناني.

## تاريخ
نيكولاس كركابي هو أول لبناني وصل إلى سورينام حوالي عام 1890 واستقر هناك. بدأ كبائع متجول في الريف لكنه أصبح تاجرًا ثريًا في وقت قصير فقط.